# 양요섭
양요섭(梁耀燮, 1990년 1월 5일 ~ )은 대한민국의 가수이자 뮤지컬 배우이다. 보이 그룹 하이라이트에서 메인보컬을 맡고 있다.

## 학력
- 서울월천초등학교 (졸업)
- 노곡중학교 (졸업)
- 상계고등학교 (졸업)
- 아현산업정보학교 수료
- 동아방송예술대학교 방송 연예 학 과 (졸업)

## 약력
양요섭은 1990년 1월 5일 서울특별시에서 1남 1녀 중 막내로 태어났다. 양요섭은 서울월천초등학교, 노곡중학교, 상계고등학교를 졸업했고, 고등학교시절 밴드부인 싸이퍼의 보컬로 활동했다. 고등학교 때 직업전문학교였던 아현산업정보학교에서 수학하였다.
양요섭은 JYP 엔터테인먼트 등에서 연습생시절을 거쳤으며, 데뷔 전 AJ (이기광)의 백업댄서로 활동하기도 했다. 이후 2009년 10월 비스트의 멤버로 데뷔하게 된다. 2011년 뮤지컬 《광화문연가》에 캐스팅 되며 뮤지컬 배우 로 데뷔하였고, 2012년에는 첫 솔로 앨범 The First Collage를 발매하였다. 2013년에는 《엠넷 보이스 키즈》에서 심사위원을 맡기도 했다. 2018년 2월 19일 두 번째 솔로 앨범 白로 솔로로는 6년만에 컴백 하였다. 2021년 9월 20일 데뷔 후 첫 정규 앨범 Chocolate Box로 솔로로는 3년 7개월만에 컴백 하였다.

## 음반 활동

### 솔로 앨범
| 번호     | 음반 정보                                                            | 트랙 리스트 |
| -------- | -------------------------------------------------------------------- | --- |
| 1집      | 《The First Collage》 - 발매일: 2012년 11월 26일 - 판매량: 53,754+장 | 1. Look At Me Now 2. 카페인(Feat. 용준형) 3. 하던 대로 해 4. 그래도 나는 5. 그대는 모르죠                                                        |
| 2 집     | 《The 2nd Mini Album '白'》 - 발매일: 2018년 2월 19일                | 1. 네가 없는 곳 2. 별 3. 위로 4. 오늘 하루 5. It's You 6. 마음 7. 시작(solo ver.) 8. 양요섭(CD Only)                                             |
| 디싱     | 《20 Full Moons》 - 발매일: 2019년 1월 24일                          | 1. With you 2. Moonlight |
| 정규 1집 | 《Chocolate Box》 - 발매일: 2021년 9월 20일                          | 1. BRAIN 2. Chocolate Box 3. 느려도 괜찮아 4. DryFlower 5. 척 6. Body&Soul 7. 꽃샘 8. 나만 9. Change 10. 예뻐보여 11. Good MORNING 12. YES OR NO |

작사 및 작곡
| 연도 | 가수           | 관련 음반         | 곡                    | 비고       |
| ---- | -------------- | ----------------- | --------------------- | ---------- |
| 2009 | 비스트         | Beast Is The B2ST | 〈Beast Is The B2ST〉 | 작사       |
| 2009 | 비스트         | Beast Is The B2ST | 〈Bad Girl〉          | 작사       |
| 2010 | 양요섭, 용준형 | My Story          | 〈thanks to〉         | 작사       |
| 2016 | 비스트         | highlight         | 〈연습 중〉           | 작사, 작곡 |
| 2016 | 양요섭         | highlight         | 〈나와〉              | 작사, 작곡 |

### OST
- 2010년 7월 16일 《볼수록 애교만점》 “해피버스데이” 발표
- 2011년 2월 7일 《마이 프린세스》 “그 사람을 아껴요” 발표
- 2011년 9월 27일 《포세이돈》 “안돼” 발표
- 2015년 6월 2일 《식샤를 합시다 2》 "왜 모르니" 발표
- 2017년 1월 17일 《화랑》 "신의 한 수" 발표
- 2017년 5월 10일 《군주 - 가면의 주인》 "남자라 울지 못했어" 발표
- 2017년 6월 7일 《군주 - 가면의 주인》 "나무" 발표
- 2020년 12월 3일 《바른연애 길잡이(웹툰) - 나유연 테마곡》 "한 번에 알아본 사랑" 발표
- 2021년 3월 5일 《바른연애 길잡이》 LOVE DAY (2021) 발표 (with. 에이핑크 정은지)

### 기타 음반
- 2010년 11월 29일 첫 눈 그리고 첫 키스 “첫 눈 그리고 첫 키스”발표 (with. DMTN 다니엘)
- 2011년 8월 12일 방용국 “I Remember” 피쳐링
- 2012년 3월 14일 A Cube For Season Green “Love Day” 발표 (with. 에이핑크 정은지)
- 2012년 7월 9일 2012 희망로드대장정 “Be Alright” 발표
- 2013년 4월 30일 Cube Voice Project “Perfume” 발표
- 2014년 1월 6일 작은 달 “작은 달” 발표 (with. 허가윤, 서은광, 신지훈, 류현진)
- 2016년 3월 10일 이야기 "이야기" 발표 (with.리차드파커스)

## 출연 작품

### 예능
- 2011년 KBS2 《스쿨 버라이어티 백점만점》
- 2011년 KBS2 《불후의 명곡 - 전설을 노래하다》
- 2013년 Mnet 《보이스 키즈》
- 2013년 MBC 《나 혼자 산다》
- 2015년 tvN 《내친구와 식샤를 합시다》
- 2016년 SBS 《정글의 법칙 in 동티모르》
- 2017년 SBS 《판타스틱 듀오 2》
- 2020년 MBC 미스터리 음악쇼 복면가왕 "얌전한 고양이가 가왕석에 먼저 올라간다!부뚜막고양이!"=>가왕 8연승(역대 랭킹 2위)

### 게스트
- 2018년 MBC 《황금어장 라디오스타》 6월 20일 522회
- 2024년 유튜브 《라면꼰대 시즌5》3월 12일 19회
- 2025년 유튜브 《집대성》 4월 25일 54회

### 드라마
- 2012년 KBS2 주말연속극 《내 딸 서영이》 아이돌 배우 역
- 2015년 tvN 월화드라마 《식샤를 합시다 2》

### 라디오
- 2018년 MBC FM4U 《양요섭의 꿈꾸는 라디오》

### 뮤지컬
- 2011년 《광화문 연가》 - 지용 역
- 2013년 《요셉 어메이징》 - 요셉 역
- 2014년 《풀하우스》 - 이영재 역
- 2014년 《조로》 - 조로&디에고 역
- 2015년 《로빈훗》 - 필립 왕세자 역
- 2015년 《신데렐라》 - 크리스토퍼 왕자 역
- 2017년 《그날들》 - 무영 역
- 2020년 《그날들》 - 강무영 역 (2020.11.13 ~ 2021.2.7 충무아트센터 대극장)
- 2021년 《썸씽로튼》 - 닉 바텀 역 (2021.12.23 ~ 2022.04.10 유니버설아트센터)

### 공연
- 2013년 조수미 파크콘서트 'La Fantasia' - 사람,사랑/엄마

## 수상 경력
- 2012년 제7회 골든티켓어워즈 뮤지컬 기대주상 《광화문연가》[1]
- 2013년 2013 SBS MTV Best of the Best BEST 솔로 남자 가수 《카페인》[2]
- 2018년 MBC 방송연예대상 라디오부문 남자 신인상 《양요섭의 꿈꾸는 라디오》

### 가요 프로그램 1위
| 연도            | 수상 내역 (총 8회) |
| --------------- | --- |
| 2012년 (총 5회) | - 카페인 (총 5회) - 12월 14일 KBS 《뮤직뱅크》 K-Chart 1위 - 12월 20일 M.net 《엠카운트다운》 1위 - 12월 21일 KBS 《뮤직뱅크》 K-Chart 1위 (2주 연속) - 12월 27일 M.net 《엠카운트다운》 1위 - 12월 28일 KBS 《뮤직뱅크》 K-Chart 1위 (트리플 크라운) |
| 2013년 (총 1회) | - 카페인 (총 1회) - 1월 3일 M.net 《엠카운트다운》 1위 (트리플 크라운) |
| 2018년 (총 2회) | - 네가 없는 곳 (총 2회) - 2월 27일 SBS MTV 《더 쇼 시즌5》 더 쇼 초이스 - 2월 28일 MBC MUSIC《쇼 챔피언》챔피언송 (k-pop 월드 페스타 프라임 콘서트)                                                                                                   |